# Чистилівська сільська рада
Чисти́лівська сільська́ ра́да — адміністративно-територіальна одиниця та орган місцевого самоврядування в Тернопільському районі Тернопільської області. Адміністративний центр — село Чистилів.

## Загальні відомості
Чистилівська сільська рада утворена в 1939 році.
- Територія ради: 11,59 км²
- Населення ради: 1065 особи (станом на 2016 рік)
- Територією ради протікає річка Серет

## Населені пункти
Сільській раді підпорядковані населені пункти:
- с. Чистилів

## Населення
Згідно з переписом УРСР 1989 року чисельність наявного населення сільської ради становила 4429 осіб, з яких 2080 чоловіків та 2349 жінок.
За переписом населення України 2001 року в сільській раді мешкали 972 особи.

### Мова
Розподіл населення за рідною мовою за даними перепису 2001 року:
| Мова       | Відсоток |
| ---------- | -------- |
| українська | 99,59 %  |
| російська  | 0,41 %   |

## Склад ради
Рада складається з 12 депутатів та голови.

### Керівний склад попередніх скликань
| Прізвище, ім'я, по батькові | Основні відомості                      | Дата обрання | Дата звільнення |
| --------------------------- | -------------------------------------- | ------------ | --------------- |
| Боднар Петро Миколайович    | Сільський голова, 1954 року народження | 26.03.2006   | 31.10.2010      |
| Кузик Зоряна Орестівна      | В.о. Сільського голови (секретар ради) | 06.11.2015   |                 |

Примітка: таблиця складена за даними сайту Верховної Ради України

### Депутати
За результатами місцевих виборів 2015 депутатами ради стали:

#### За суб'єктами висування
| Суб'єкт висування | Кількість обраних депутатів | %   |
| ----------------- | --------------------------- | --- |
| Самовисування     | 12                          | 100 |

#### Заокругами
| № округу | Прізвище, ім'я, по батькові     | Дата визнання обраним | Освіта                     | Партійна приналежність | Відомості про обраного депутата                    |
| -------- | ------------------------------- | --------------------- | -------------------------- | ---------------------- | -------------------------------------------------- |
| 1        | Стець Павло Євгенович           | 06.11.2015            | освіта професійно-технічна | позапартійний          | Приватний підприємець                              |
| 2        | Мельник Ольга Ярославівна       | 06.11.2015            | вища                       | позапартійна           | Тимчасово не працює                                |
| 3        | Білик Микола Петрович           | 06.11.2015            | вища                       | позапартійний          | Тимчасово не працює                                |
| 4        | Зеневич Тетяна Петрівна         | 06.11.2015            | вища                       | позапартійна           | Тимчасово не працює                                |
| 5        | Федун Володимир Васильович      | 06.11.2015            | вища                       | позапартійний          | Приватний підприємець                              |
| 6        | Кравець Марія Богданівна        | 06.11.2015            | загальна середня           | позапартійна           | Тимчасово не працює                                |
| 7        | Моргун Ірина Миколаївна         | 06.11.2015            | вища                       | позапартійна           | Тернопільська обласна телерадіокомпанія, журналіст |
| 8        | Кузик Зоряна Орестівна          | 06.11.2015            | вища                       | позапартійна           | Секретар Чистилівської сільської ради              |
| 9        | Старинська Олена Юріївна        | 06.11.2015            | професійно-технічна        | позапартійна           | Тимчасово не працює                                |
| 10       | Ясіновський Анатолій Богданович | 06.11.2015            | вища                       | позапартійний          | Тимчасово не працює                                |
| 11       | Петрик Олег Андрійович          | 06.11.2015            | загальна середня           | позапартійний          | Тимчасово не працює                                |
| 12       | Семчишин Петро Михайлович       | 06.11.2015            | загальна середня           | позапартійний          | ПАТ "Тернопільобленерго"                           |